# Campeonato Mundial de Lucha de 1958
El XVIII Campeonato Mundial de Lucha se celebró en Budapest (Hungría) entre el 24 y el 27 de julio de 1958 bajo la organización de la Federación Internacional de Luchas Asociadas (FILA) y la Federación Húngara de Lucha. Solamente se compitió en las categorías del estilo grecorromano.

## Resultados

### Lucha grecorromana
| Evento | Oro                   | Plata                    | Bronce                    |
| ------ | --------------------- | ------------------------ | ------------------------- |
| 52 kg  | Boris Gurevich URSS   | Sándor Kerekes · Hungría | Borivoje Vukov Yugoslavia |
| 57 kg  | Oleg Karavayev URSS   | Yaşar Yılmaz Turquía     | Lothar Fischer RDA        |
| 62 kg  | Imre Polyák · Hungría | Müzahir Sille Turquía    | Vladimir Stashkevich URSS |
| 67 kg  | Rıza Doğan Turquía    | Viktor Vasin URSS        | Gyula Tóth · Hungría      |
| 73 kg  | Kazım Ayvaz Turquía   | Grigori Gamarnik URSS    | Valeriu Bularcă Rumania   |
| 79 kg  | Guivi Kartoziya URSS  | Horst Heß RFA            | Lothar Metz RDA           |
| 87 kg  | Rostom Abashidze URSS | György Gurics · Hungría  | Rune Jansson · Suecia     |
| +87 kg | Ivan Bogdan URSS      | Liutvi Ajmedov Bulgaria  | Hamit Kaplan Turquía      |

## Medallero
| Núm. | País       | Oro | Plata | Bronce | Total |
| ---- | ---------- | --- | ----- | ------ | ----- |
| 1    | URSS       | 5   | 2     | 1      | 8     |
| 2    | Turquía    | 2   | 2     | 1      | 5     |
| 3    | Hungría    | 1   | 2     | 1      | 4     |
| 4    | RFA        | 0   | 1     | 0      | 1     |
| 4    | Bulgaria   | 0   | 1     | 0      | 1     |
| 6    | RDA        | 0   | 0     | 2      | 2     |
| 7    | Rumania    | 0   | 0     | 1      | 1     |
| 7    | Suecia     | 0   | 0     | 1      | 1     |
| 7    | Yugoslavia | 0   | 0     | 1      | 1     |
|      | TOTAL      | 8   | 8     | 8      | 24    |